# Zitski

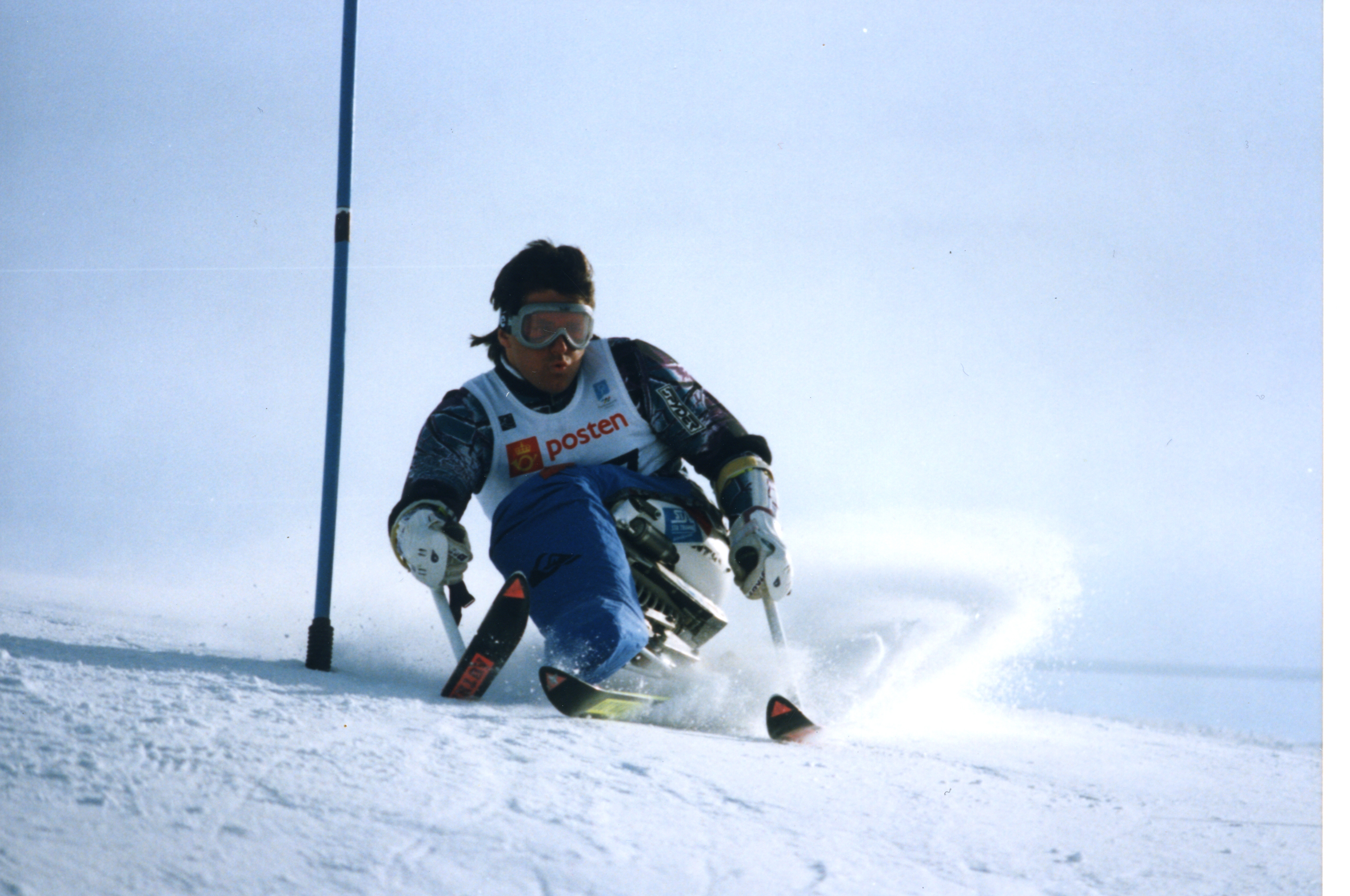
Mono-zitski

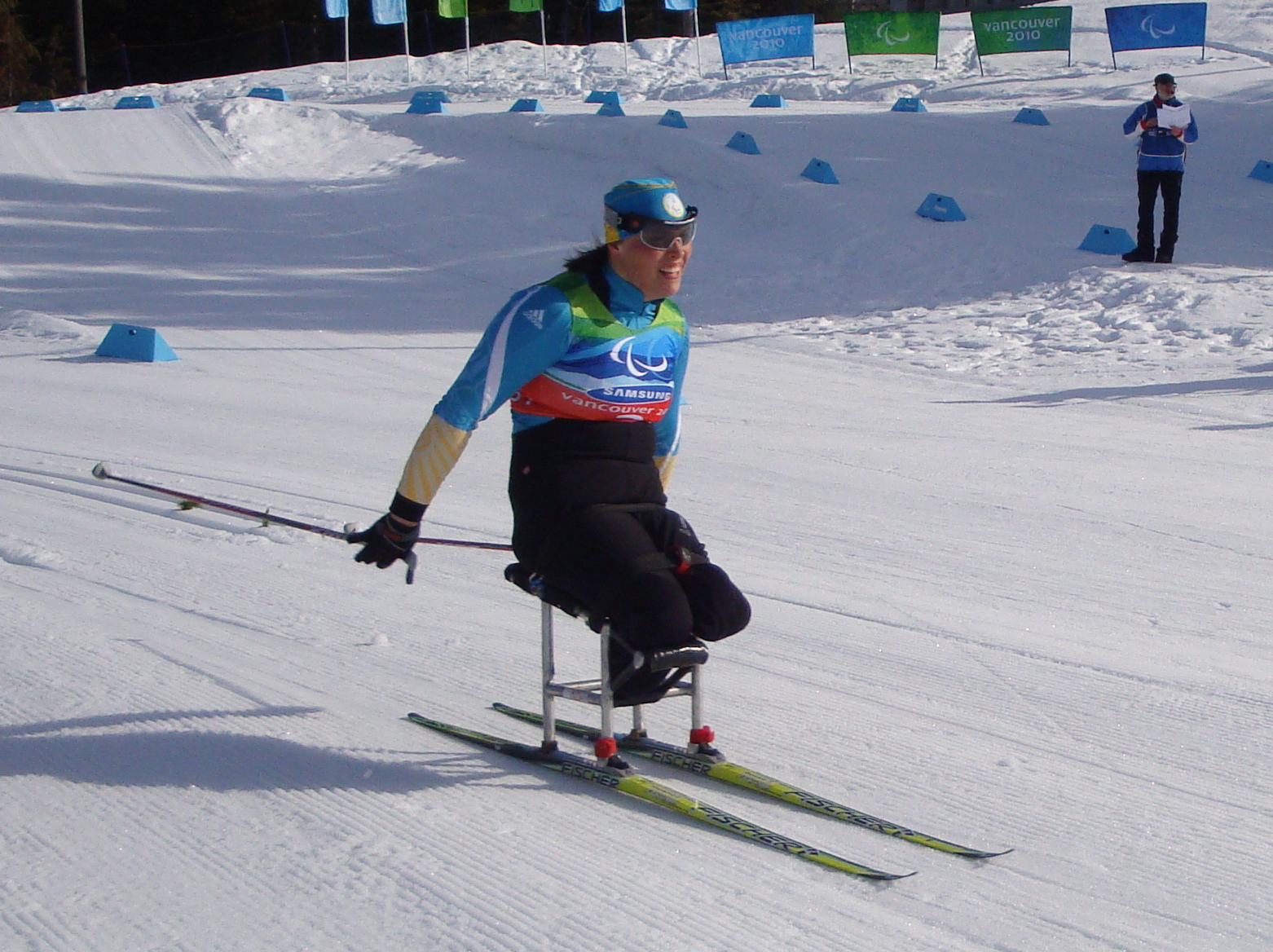
Langlauf zitski

Een zitski is een sportattribuut waarmee mensen met een lichamelijke beperking aan hun benen en/of rug kunnen skiën. Er bestaan zitskies om gewoon mee te skiën en om mee te langlaufen. 
- De mono-zit-ski en de bualski of bi-Unique Ski hebben een zitkuip op maat, die op een verend frame is gemonteerd. Daaronder is bij een mono-zit-ski één normale alpineski gemonteerd, een dual-zit-ski heeft twee ski's. De balans wordt verkregen door twee korte armkrukski's. Mensen, bij wie de benen zijn geamputeerd, met een dwarslaesie, in het algemeen met problemen, waardoor zij niet meer kunnen lopen, kunnen deze ski'sgebruiken.
- Met een langlauf zitski kunnen mensen langlaufen en aan de biatlon mee doen. Deze ski heeft veel weg van een prikslee.